# Strategische Frühaufklärung
Die strategische Frühaufklärung zielt darauf ab, durch die Identifikation und Analyse von schwachen Signalen im Umfeld eines Unternehmens Diskontinuitäten, technologische Trends und Veränderungen im Marktumfeld zu erkennen. Das Erkennen dient der Vorbereitung von Entscheidungen, die das Unternehmen befähigen, frühzeitig Chancen zu nutzen und auf Gefahren zu reagieren. Die wichtigsten Unternehmensbereiche, die auf die strategische Frühaufklärung zurückgreifen, sind strategisches Management, Technologiemanagement, Controlling sowie Innovationsmanagement.

## Begriffsabgrenzung
Der Begriff der strategischen Frühaufklärung hat sich nach Krystek, Müller-Stewens (1993) in vier Generationen entwickelt:
- 1. Generation (1970–1975): Frühwarnung – Kennzahlen, deren Werte durch Hochrechnung und Extrapolation ermittelt werden
- 2. Generation (1975–1980): Operative Früherkennung – Indikatoren für Chancen und Risiken
- 3. Generation (1980–1990): Strategische Früherkennung – Potentielle Chancen und Risiken ermittelt durch schwache Signale
- 4. Generation (1990–dato): Strategische Frühaufklärung – Integrative Ansätze und vernetztes Denken ermittelt potentielle Chancen und Risiken und leitet Aktion ab

## Motivation
In Unternehmen ergibt sich aus zwei Gründen die Motivation, strategische Frühaufklärungssysteme einzuführen:
- die Schwierigkeit großer Unternehmen, auf externe Umbrüche zu reagieren. So wird beispielsweise in einer Studie von de Geus die durchschnittliche Lebenserwartung von Fortune 500 auf unter 50 Jahre geschätzt, weil Unternehmen in Zeiten von rapidem Wandel nicht schnell genug reagieren, um ihre Wettbewerbsfähigkeit zu erhalten.[7]
- Unternehmen müssen neue Geschäftsfelder erschließen, wenn ihre aktuellen Geschäftsfelder unprofitabel werden. Die strategische Frühaufklärung kann hier helfen, neue Geschäftsfelder zu identifizieren und deren Entwicklung vorzubereiten.[8][9]

### Überwindung von drei fundamentalen Barrieren
Es hat sich gezeigt, dass die Unfähigkeit von Unternehmen, schnell genug auf Veränderungen zu reagieren, durch drei fundamentale Barrieren verursacht wird:
- Die hohe Änderungsgeschwindigkeit, die sich durch (1) kürzer werdende Produkt-Lebens-Zyklen, (2) schnelleren technologischen Wandel, (3) höhere Innovationsgeschwindigkeit und (4) schnelle Innovationsverbreitung kennzeichnet.
- Die Ignoranz gegenüber Veränderungen im Umfeld, welche auf (1) zu lange Planungszyklen, (2) fehlende externe Sensorik, (3) Informationsüberflutung, (4) mangelnde interne Informationsweitergabe und (5) systematische Filterung durch Mittel-Management, welches ihre aktuellen Geschäftsfelder protegiert, zurückzuführen ist.
- Die organisationelle Trägheit, die durch (1) komplexe interne Strukturen, (2) komplexe externe Strukturen, (3) mangelnde Bereitschaft, aktuelle Geschäftsfelder zu kannibalisieren, und zu starker Fokus auf das aktuelle Geschäft, was zu kognitiver Trägheit führt.

### Bedarf für strategische Frühaufklärung
Zusätzlich zur Überwindung der Barrieren kann Bedarf für eine strategische Vorausschau auch durch folgende Gründe ausgelöst werden:
- die Unternehmensstrategie, insbesondere wenn eine Innovationsführerschaft angestrebt wird
- hohe Komplexität des Unternehmensumfeldes
- hohe Volatilität des Unternehmensumfeldes
- hoher Wettbewerbsdruck

Zur Operationalisierung des Bedarfs haben Day und Schoemaker ein Modell mit 24 Fragen vorgeschlagen.

## Implementierung der strategischen Frühaufklärung

### Die 5 Dimensionen der strategischen Frühaufklärung
Basierend auf Fallstudien in 20 multinationalen Unternehmen schlägt Rohrbeck ein Reifegradmodell zur organisationellen Zukunftsorientierung vor. Diese misst die Fähigkeit systematisch auf Umbrüche im Unternehmensumfeld zu reagieren entlang fünf Dimensionen:
- Die Informationsnutzung, welche beschreibt welche Daten durch die strategische Frühaufklärung genutzt werden
- Die Methodische Ausgereiftheit, welche beschreibt wie die Daten interpretiert werden und wie stark das kommunikative und integrative Potential der eingesetzten Methoden ist
- Informelle Organisation, welche beschreibt wie durch persönliche Netzwerke Informationen und Erkenntnisse im Unternehmen verbreitet werden und zur Auslösung von Aktivitäten beitragen.
- Formelle Organisation, welche den Grad der Formalisierung von Prozessen, Gremien und intra-organisationalen Managementsystemen beschreibt
- Die Kultur, welche beschreibt, inwieweit die Unternehmenskultur die Fähigkeit zur strategischen Frühaufklärung unterstützt oder behindert.

Zur Operationalisierung seines Modells verwendet Rohrbeck 20 Elemente, die mit je 4 Reifegraden gemessen werden. Die Reifegrade sind hierbei qualitativ beschreiben, d. h. es gibt zu jedem Reifegrad eine Aussage, die in Unternehmen jeweils als wahr oder falsch bewertet werden müssen.

### Rollen der strategischen Frühaufklärung im Innovationsmanagement
Durch eine empirische Untersuchung konnten auch verschiedene Wertbeiträge der strategischen Frühaufklärung zur Innovationsfähigkeit von Unternehmen beobachtet werden. Rohrbeck schlägt eine Einteilung in 3 Rollen vor (siehe Grafik):

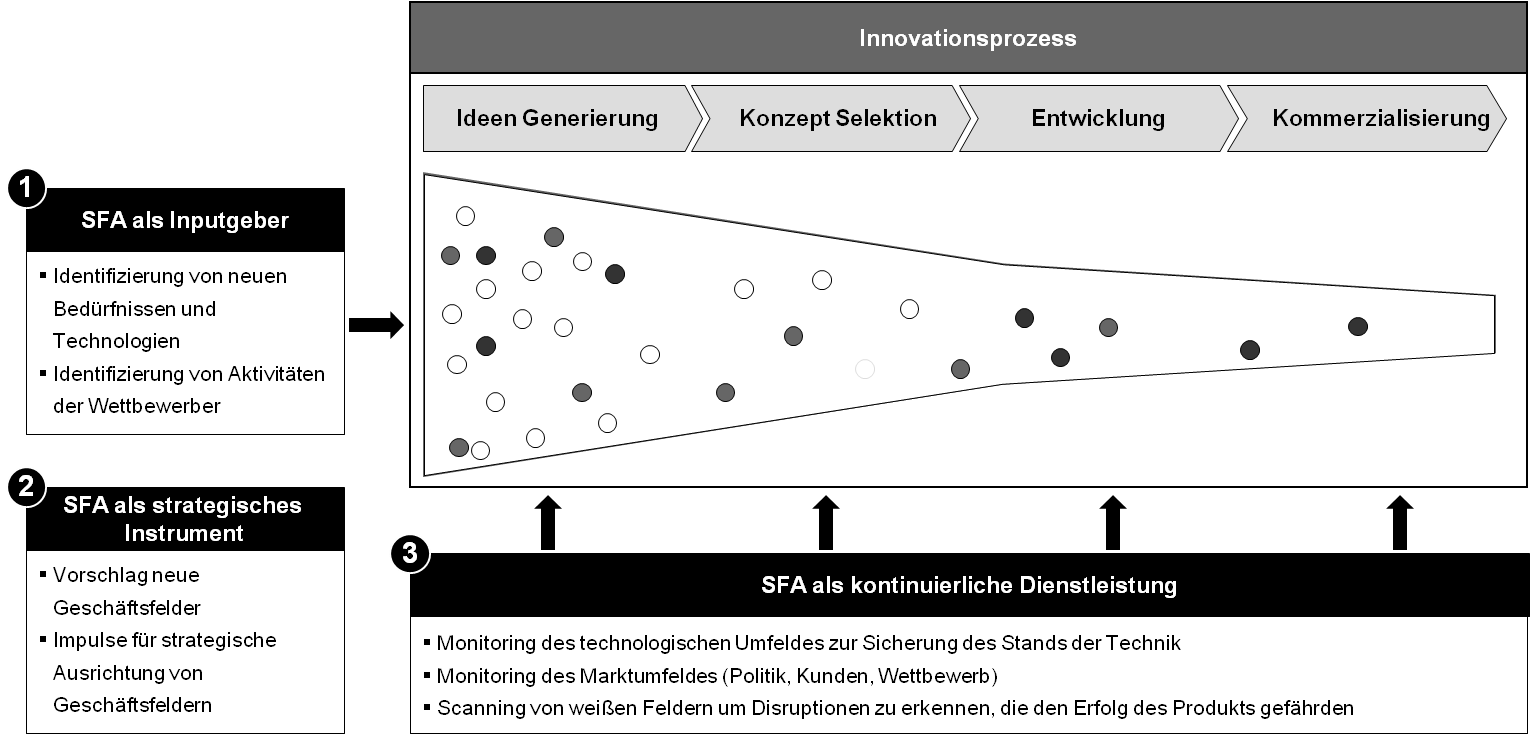
Rollen der strategischen Frühaufklärung im Innovationsmanagement

Die drei Rollen lassen sich entlang des Innovationsprozesses anordnen:
- In der Inputgeber-Rolle hilft die strategische Frühaufklärung, sowohl marktseitig neue Kundenbedürfnisse als auch technologieseitig neue Technologien zu identifizieren. Darüber hinaus unterstützt sie das Monitoring von Wettbewerbern. Ein Beispiel hierfür ist auch das Technologiescouting, welches durch Expertennetzwerke neue Technologien identifiziert, bewertet und gegebenenfalls bei der Akquise der Technologien unterstützt.[13]
- Als strategisches Instrument sucht die strategische Frühaufklärung das Umfeld nach neu entstehenden Geschäftsfeldern ab und stößt durch geeignete Systeme den Erneuerungs- und Neupositionierungsprozess an. Bei der Siemens AG wurde beispielsweise ein Verfahren entwickelt, welches den strategischen Review von Geschäftseinheiten ermöglicht und für die Exploration von neuen Geschäftsgebieten verwendet wird. Diese Methode, die unter dem Namen Pictures of the Future vom Zentralbereich Corporate Technologies betrieben wird, besteht aus Szenarioanalyse, Trend-Extrapolation und Roadmapping.[14]
- Als kontinuierliche Dienstleistung nutzt die strategische Frühaufklärung die Erkenntnisse aus der Umfeldbeobachtung, um Forschungs- und Entwicklungsprojekte zu bewerten. Hierbei stellt sich zum Beispiel die Frage, ob das Projekt auf dem neuesten Stand der Technik ist oder ob die adressierten Kundenbedürfnisse noch aktuell sind.

In der Untersuchung von Rohrbeck zeigte sich, dass die Unternehmen durchschnittlich zu wenig Wert auf die dritte Rolle legen. Der Regelfall ist immer noch, dass FuE-Projektentscheidungen zu eingesetzten Technologien, enthaltenen Funktionen, sowie welche Kundenbedürfnisse adressiert werden, am Anfang des Projekts getroffen werden und diese dann auch bei besserem Wissen später nicht mehr revidiert werden. Hier besteht demnach Potential für weitere Verbesserungen bei der Nutzung der strategischen Frühaufklärung sowie Potential, die Innovationsfähigkeit der Unternehmen zu erhöhen.

### Prozess der strategischen Frühaufklärung
Averil Hilton entwickelte den Frühaufklärung-Prozess auf der Grundlage der Analyse verschiedener nationaler Frühaufklärung-Programme, der akademischen Disziplinen Zukunftsforschung und Wissensmanagement. Mit einigen wenigen Übernahmen von Carolin Durst et al. auf der Grundlage von Horton, Sutherland und Woodroof und Voros besteht dieser Prozess aus 3 Schritten:
- Die Eingabe umfasst das Scoping und das Sammeln von Informationen. Sie beginnt mit der Formulierung einer strategischen Frage und der Festlegung des Umfangs des Projekts. Darauf folgt die Sammlung von Daten zu Zukunftsthemen, Trends, Ideen aus einer Vielzahl von Quellen wie Experten, Universitäten, Unternehmensnetzwerken, persönlichen Netzwerken, Kunden, Lieferanten, der Literatur, der Regierung, anderen Frühaufklärung-Berichten, Forschung und Umfragen.
- Die Frühaufklärung umfasst die Analyse, Interpretation und Prospektion dieses Wissens, um ein Verständnis für seine Auswirkungen auf die Zukunft aus der Sicht einer bestimmten Organisation zu schaffen. Wenn die Daten analysiert und interpretiert werden, werden sie auch prospektiert oder mit anderen Worten, sie werden verwendet, um Zukunftsperspektiven zu schaffen.
- Die Ausgabe umfasst die Bewertung alternativer Zukunftsperspektiven und die Formulierung einer Strategie für diese. Die umfasst bereits die Verpflichtung zum Handeln in einer bestimmten Organisation.

## Fallstudien
In den vergangenen Jahren hat die Bedeutung der Strategischen Frühaufklärung in Unternehmen zugenommen und wird zunehmend professionalisiert. Inzwischen gibt es auch eine Reihe von in der Wissenschaft dokumentierten Fallstudien:
- Automobilindustrie: Audi[19], Daimler,[20]
- Chemische Industrie: BASF[21]
- Nahrungsmittelindustrie: Pepsi[22]
- Mischkonzerne: General Electric,[23] Siemens,[24]
- Finanzdienstleistungen: Deutsche Bank[25]
- Informations- und Kommunikationstechnik: Cisco,[26][27][28] Deutsche Telekom,[29] EIT Digital,[30] France Telecom,[31]
- Mineralöl: Shell[32][33]
- Transport: SNCF[31]

Unternehmen nutzen die Strategische Frühaufklärung als Erweiterung im Strategischen Management, zur Identifikation neuer Geschäftsfelder und zur Verbesserung ihrer Innovationsfähigkeit.

## Wissenschaftliche Zeitschriften
- Technological Forecasting and Social Change. Elsevier.
- Futures. Elsevier.
- Futures & Foresight Science, Wiley-VCH Verlag, ISSN 2573-5152.
- Foresight. Emerald.
- Journal of Futures Studies

## Konferenzen
- European Conference on Strategic Foresight Forum für Strategische Frühaufklärung in Unternehmen